# Babljak (Bośnia i Hercegowina)
Babljak (cyr. Бабљак) – wieś w Bośni i Hercegowinie, w Republice Serbskiej, w gminie Rogatica. W 2013 roku liczyła 68 mieszkańców.